# Kenishpäkti
Kenishpäkti är en kulle i Finland. Den ligger i deUtsjoki kommun i landskapet Lappland, i den norra delen av landet, 1 100 km norr om huvudstaden Helsingfors. Toppen på Kenishpäkti är 321 meter över havet.
Terrängen runt Kenishpäkti är kuperad åt nordväst, men åt sydost är den platt.  Trakten runt Kenishpäkti är nära nog obefolkad, med mindre än två invånare per kvadratkilometer. Omgivningarna runt Kenishpäkti är i huvudsak ett öppet busklandskap.